# Armas Lehtinen

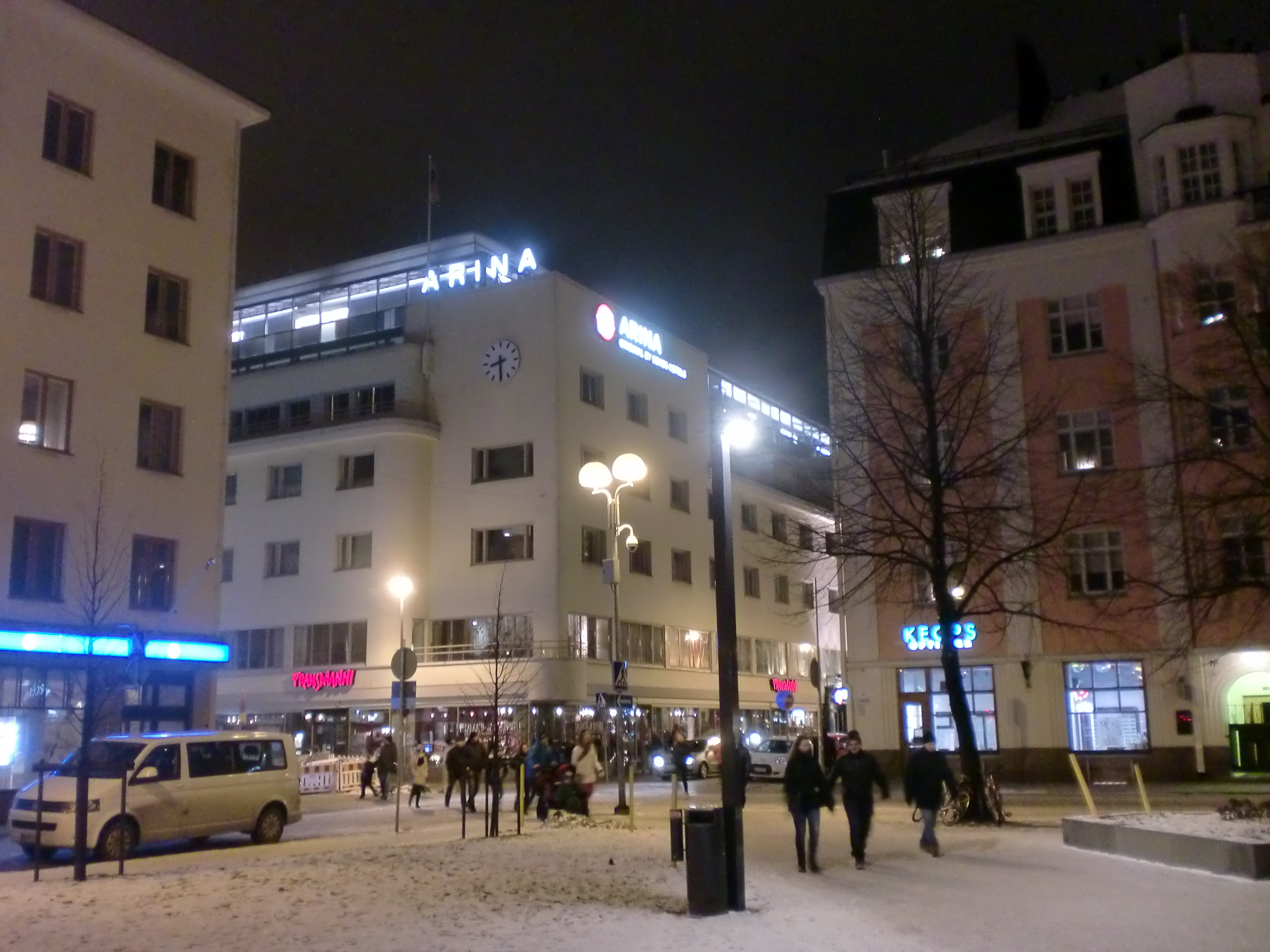
Hotell Arina i Uleåborg

Armas Veikko Lehtinen, född 20 februari 1905 i Åbo, död 11 juli 1981, var en finländsk arkitekt. Han tog arkitektexamen 1935 från Tekniska högskolan i Helsingfors, institutionen för arkitektur. Armas Lehtinen var anställd vid SOK:s byggavdelning under många år och han ritade flera byggnader åt SOK.

## Verk i urval
- Hotell Arina, Uleåborg, 1939
- SOK:s kontors- och lagerbyggnad, S:t Michel, 1952
- Vaajakoski kyrka, Vaajakoski. 1954
- SOK-varuhuset Valtakulma, Rauhankatu 14-16, Lahtis, 1956 (tillsammans (med Pauli Lehtinen)
- Pohjantalo, Runebergsgatan 5, Helsingfors, 1958 [1]
- Arina-Sokos varuhus, Uleåborg, 1960
- Nylandsgatan 30, Helsingfors, 1961 (med Pauli Lehtinen)
- Bostadsbolaget Laajakulma, Munksnäs, Helsingfors, 1963

## Bildgalleri

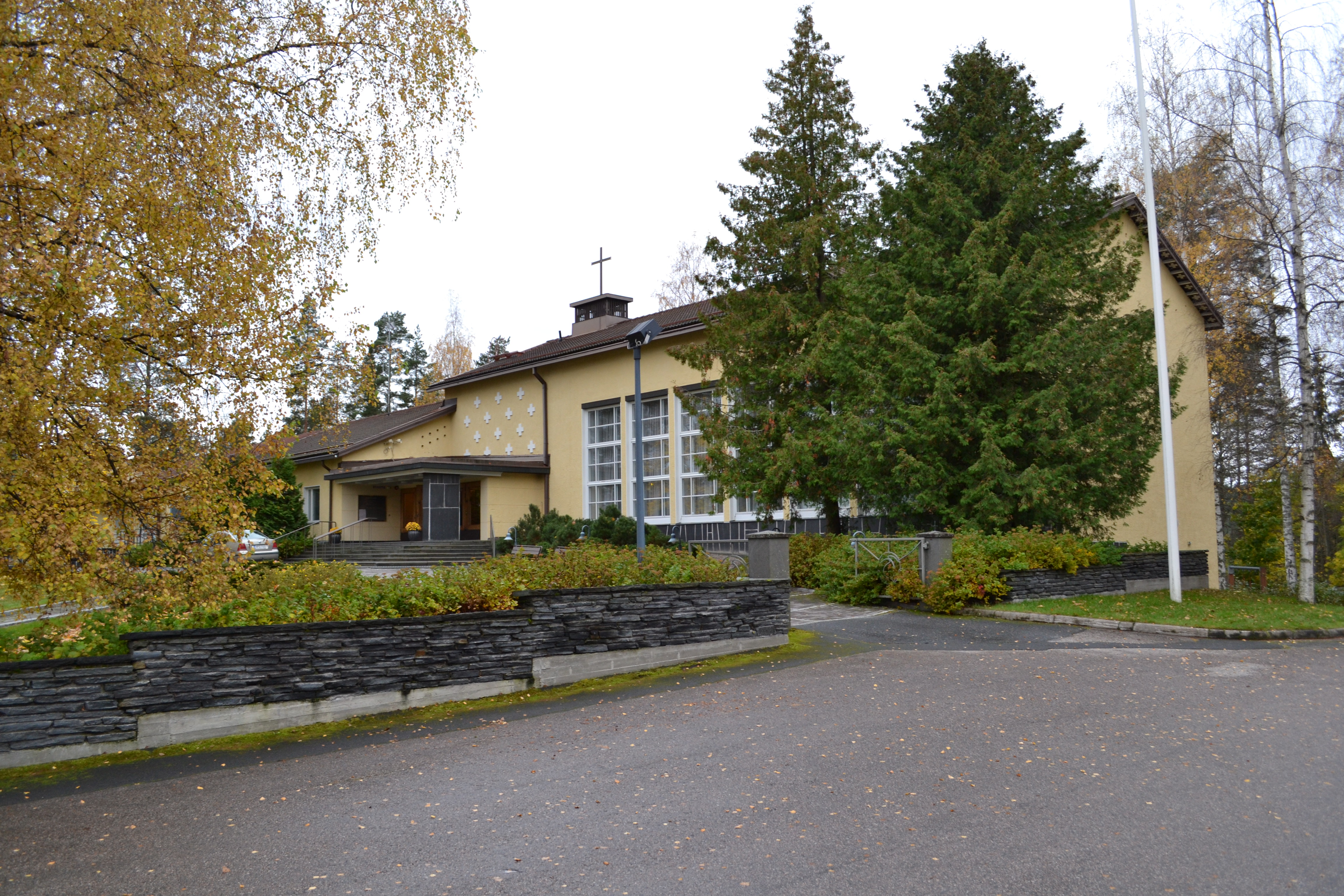
Vaajakoski kyrka, Vaajakoski
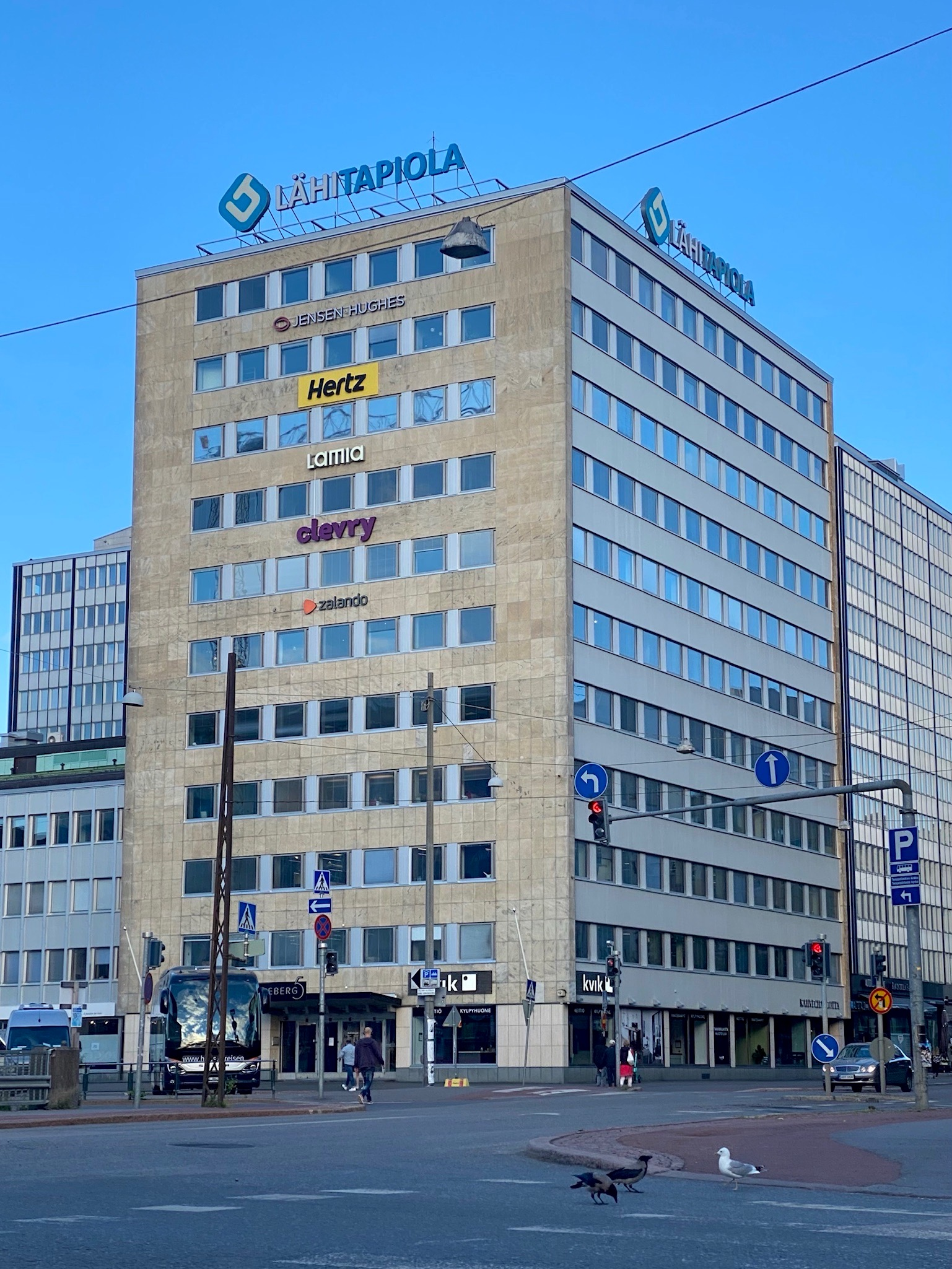
Pohjantalo, Runebergsgatan, Helsingfors